# Sanger (Texas)
Pour les articles homonymes, voir Sanger.
La ville de Sanger est située dans le comté de Denton, dans l’État du Texas, aux États-Unis. Sa population s’élevait à 6 916 habitants lors du recensement de 2010, estimée à 7 991 habitants en 2016.

## Source
- (en) Cet article est partiellement ou en totalité issu de l’article de Wikipédia en anglais intitulé « Sanger, Texas » (voir la liste des auteurs).